# Leonor Sofía de Sajonia-Weimar
Leonor Sofía de Sajonia-Weimar (22 de marzo de 1660 - 4 de febrero de 1687) fue una noble alemana miembro de la Casa de Wettin y por matrimonio duquesa de Sajonia-Merseburgo-Lauchstädt.
Nacida en Weimar, era la tercera de los cinco hijos nacidos del matrimonio entre el duque Juan Ernesto II de Sajonia-Weimar y Cristina Isabel de Schleswig-Holstein-Sonderburg.

## Biografía
En Weimar el 9 de julio de 1684 Leonor Sofía se casó con el Príncipe Felipe de Sajonia-Merseburgo, tercer hijo superviviente del Duque Cristián I. Poco después de la boda, él recibió la ciudad de Lauchstädt como su infantazgo, y tomó su residencia ahí.
El matrimonio produjo dos hijos, ninguno de los cuales alcanzó la edad adulta:
1. Cristiana Ernestina (Merseburgo, 16 de septiembre de 1685 - Merseburgo, 20 de junio de 1689).
2. Juan Guillermo, Príncipe Heredero de Sajonia-Merseburgo-Lauchstädt (Lauchstädt, 27 de enero de 1687 - Merseburgo, 21 de junio de 1687).

Leonor Sofía murió en Lauchstädt a la edad de 26 años, ocho días después del nacimiento de su hijo, probablemente por complicaciones de parto. Fue enterrada en la Catedral de Merseburgo.